# Георги Акрополит
Георги Акрополит (на гръцки: Γεωργιος Ἀκροπολίτης) е византийски историк и държавник, автор на „Хроника“ („История“) обхващаща периода 1204-1261 г. Съчинението му е основен исторически извор относно Никейската империя. Съдържа ценна информация за историята на Втората българска държава.

## Животопис
Източник за живота на Георги Акрополит е собствената му „Хроника“ (на средногръцки: Χρονική συγγραφή) и съчинението на Георги Пахимер „История на Михаил и Андроник Палеолог“.
Роден е около 1212-1217 г., навярно в Константинопол. Произхожда от благороднически род. Получава образованието си в двора на никейския император Йоан III Дука Ватаций. Тук негов учител по философия е Никифор Влемид. Акрополит придружава императора в походите му срещу България, като негов секретар. Избран е за един от четиримата знатни посланици до деспот Михаил II Комнин във връзка с проектирания брак между внучката на императора и сина на епирския владетел. Участва като съдия в процеса срещу Михаил VIII Палеолог, обвинен, че иска да заграби властта. Заедно с Никифор Влемид е учител по философия на престолонаследника Теодор II Ласкарис. Титлата велик логотет получил навярно от него, скоро след възкачването му на престола в 1255 г. Като висш държавник, Акрополит участва в посланически мисии, ратифициране на договори, водене на преговори. Когато при Теодор II Ласкарис пристигат пратеници на българския цар Михаил II Асен с предложение за мир, императорът се съветва с Акрополит относно искреността им. Великият логотет смята, че българите наистина искат мир а не се опитват да спечелят време. Раздразнен от отговора му, Ласкарис го удря (гневните реакции на този император се обясняват често с това че е епилептик). Съжалявайки за избухването си, но и желаейки да отдалечи Акрополит от себе си, той го прави управител на владенията си на Балканите. Тук Акрополит попада в плен на деспот Михаил II Комнин, владетел на Епир. Междувременно в Никея са се извършили важни промени. В 1258 г. умира Теодор II Ласкарис. Настойникът на малолетния Йоан IV Ласкарис, Георги Музалон е убит от Михаил Палеолог, който си присвоява властта. След двумесечно тежко пленничество, Акрополит е освободен от узурпатора, който разчита на неговото влияние, за да укрепи властта си. При неговото управление хронистът отново заема длъжността велик логотет. Като такъв той играе важна роля в преговорите между императора и папа Климент IV за сближаване между Източната и Западната църкви. През 1274 г. Акрополит оглавява гръцкото пратеничество на свикания от папата църковен събор в Лион. В 1282 г. логотетът пристига в Търново за преговори относно брак между цар Георги I Тертер и третата дъщеря на Михаил VIII, Евдокия. Мисията не се увенчава с успех. Същата година Георги Акрополит умира в Константинопол.